# Zelene, Bobrovîțea
Zelene (în ucraineană Зелене) este un sat în comuna Horbaci din raionul Bobrovîțea, regiunea Cernihiv, Ucraina.

## Demografie
Componența lingvistică a localității Zelene
     Ucraineană (98,9%)
     Belarusă (1,1%)
Conform recensământului din 2001, majoritatea populației localității Zelene era vorbitoare de ucraineană (98,9%), existând în minoritate și vorbitori de belarusă (1,1%).